# Enrico Uziel
Enrico Uziel (Venezia, 13 ottobre 1842 – Palermo, 28 maggio 1860) è stato un patriota italiano.

## Biografia
Il veneziano Enrico Uziel era figlio del commercianti ebreo Aronne Uziel, partì per Quarto con il cugino Davide Cesare Uziel.
Il 5 maggio 1860 si imbarcò non ancora diciottenne con la spedizione dei Mille. Animato da uno spiccato fervore combattivo, fu scelto da Giovanni Acerbi per la spedizione al forte di Talamone, i suoi compagni furono: Ippolito Nievo, Romeo Bozzetti, Enrico Eugenio Rechiedei ed altri. I quattro diventarono poi inseparabili compagni d'azione come testimoniano dei resoconti scritti del Bozzetti.
Morì a Palermo il 28 maggio 1860 assieme a Enrico Eugenio Richiedei colpito da una delle ultime cannonate prima della resa dei napoletani.
Nell'elenco ufficiale dei partecipanti all'impresa, pubblicato sulla Gazzetta Ufficiale del Regno d'Italia del 12 novembre 1878, lo si trova al numero 1031.